# Per Se (restaurante)
Per Se es un restaurante ubicado en Manhattan, Nueva York, de propiedad del chef Thomas Keller.

## Historia
Thomas Keller inauguró el restaurante Per Se en febrero de 2004, especializado en cocina francesa y estadounidense. Keller también es propietario de otros establecimientos gastronómicos como The French Laundry y Ad Hoc en el Valle de Napa; Bouchon en el Valle de Napa, Las Vegas y Los Ángeles y Bouchon Bakery en Nueva York.
Per Se obtuvo la calificación de tres estrellas Michelin en el año 2006 y aún conserva la distinción.